# Курко Валерій Бориславович
Валерій Бориславович Курко — український військовослужбовець, полковник Сил територіальної оборони Збройних сил України, учасник російсько-української війни. Лицар ордена Богдана Хмельницького III ступеня (2022).

## Життєпис
У 2014—2015 роках як командир 3-го батальйону 80-ї окремої десантно-штурмової бригади був одним із захисників Донецького аеропорту.
Очолював навчальний батальйон 199-го навчального центру Десантно-штурмових військ ЗСУ. З 10 січня 2022 року служить на посаді командира 103-ї окремої бригади територіальної оборони Збройних сил України (на даний момент відсторонений).
14 лютого 2024, після провалу оборони села Крохмальне та великих втрат серед особового складу, інформація про те, що реальний стан справ в смузі відповідальності, кількість особового складу та підготовленість позицій не відповідала докладам вищому командуванню стала публічною та Курко був звільнений з посади Командира 103 бригади сил територіальної оборони .
З 2024 року начальник штабу допоміжного пункту угруповання сил і засобів ТрО «Захід» 

## Нагороди
- ордена Богдана Хмельницького III ступеня (8 серпня 2022) — за особисту мужність і самовіддані дії, виявлені у захисті державного суверенітету та територіальної цілісності України, вірність військовій присязі[5].

## Військові звання
- полковник;
- підполковник.